# Emirates Club
O Emirates Club é um clube esportivo dos Emirados Árabes Unidos, sediado na cidade de Recoima.

## Títulos
- Campeonato Emiradense - Segunda Divisão: 1977–78, 1983–84, 1996–97, 2002–03, 2012–13 e 2019–20
- UAE President Cup: 2009–10
- Supercopa dos Emirados Árabes: 2010

## Treinadores
- Zoran Đorđević (1981–1982)
- Reinhard Fabisch (2005–2007)
- Maurício (2008)
- Ebrahim Ghasempour (2009)
- Ahmed Al-A'ajlani (2009–2010)
- Ghazi Ghrairi (2010-2011)
- Khaled Al Suwaidi (2011)
- Lotfi Benzarti (2012)
- Júnior dos Santos (2012–2013)
- Sérgio Alexandre (2013)
- Eid Baroot (2013)
- Paulo Comelli (2013–2016)
- Theo Bücker (2016)
- Ivan Hašek (2016–2017)
- Nour Al Obaidi (2018)
- Nizar Mahrous (2018)
- Jalal Qaderi (2018–2019)
- Eid Barout (2019)
- Gjoko Hadžievski (2019–2021)
- Tarik Sektioui (2021)
- Ayman El Ramady (2021–2022)
- Fathi Al-Obeidi (2022–2023)
- Mohammed Al Jalboot (2023)
- Lluís Planagumà (2023)
- Aaref Al Shehhi (2023–2024)
- Walter Zenga (2024–)